# Пландин Иван Михайлович
Пландин Иван Михайлович (30 марта 1888, с. Большая Пица, Нижегородский уезд, Нижегородская губерния, Российская Империя — 1961, Козьмодемьянск) — советский художник-живописец, летописец, этнограф, Заслуженный деятель искусств Марийской АССР (1958).

## Биография
Родился в зажиточной крестьянской семье. После окончания сельской школы отец отвез его в Нижний Новгород и отдал учеником в иконописную мастерскую Солонина. В 1905 году учился в Арзамасе у живописца Ивана Полидорского.
С 1910 года Иван Михайлович переехал в Козьмодемьянск. Долгое время он работал живописцем по стенной росписи, иконописи, а также выполнял различные декоративные работы у подрядчиков.
В 1915—1917 годах Иван Пландин был участником Первой мировой войны, с 1919 до февраля 1920 г. — служил в рядах Красной армии в Казани. После демобилизации в 1920 году был откомандирован в Козьмодемьянск в мастерскую А. Григорьева, здесь он изготавливал декорации для коллективов художественной самодеятельности Народного дома Красноармейского клуба, писал панно и плакаты, направленные против врагов революции, против разрухи и голода.
С 1920 по 1923 год Пландин работал также преподавателем акварели и рисунка в Козьмодемьянских государственных свободных художественных мастерских (ГСХМ), одновременно с этим являясь декоратором в театре. С этого времени он стал постоянным участником местных художественных выставок и внес свою лепту в развитие культуры Марийского края.
Работал в музее им. А. В. Григорьева в Козьмодемьянске. С 1934 г. он занимал должности художника и экскурсовода, а с 1941 по 1946 гг. — заведующего музеем.
В 1940 г. Иван Михайлович окончил художественные курсы в Москве. Тематика картин стала отражать яркие события из жизни марийского народа.
В годы Великой Отечественной войны Пландин вел большую работу по ведению музейного дела в Козьмодемьянске, а также активно участвовал во всех выставках марийских художников, вел большую работу по сохранению, реставрации и консервации экспонатов. https://nbmariel.ru/content/100-let-mariy-el-dostoyanie-respubliki-kozmodemyanskomu-hudozhestvenno-istoricheskomu-muzeyu
В годы войны им были написаны картины «Спасение военного каравана» (1942), «Проводы на фронт» (1943) и др.
Большинство произведений Пландина — этюды с натуры, запечатлевшие различные уголки городского пейзажа Козьмодемьянска и его окрестных деревень.
В августе 1958 г. Пландину было присвоено почетное звание Заслуженного деятеля искусств Марийской АССР. Иван Михайлович с 1961 г. стал членом союза художников МАССР.
Пландин Иван Михайлович являлся членом Всероссийского союза фотографов с 1928 года, Союза художников СССР с 1961 года, участником Всесоюзной выставки народного изобразительного искусства «Оборона СССР» в 1940 году.
Выйдя на пенсию, Пландин помогал в организации художественной мастерской при доме культуре. После себя оставил более 300 живописных работ, которые хранятся в фондах художественно-исторического музея.

### Личная жизнь
В 1912 году в возрасте 24 лет женился на Зое Ефимовне Карпуниной. В браке родились:
- Евгений — погиб в младенчестве;
- Николай 19.12.1913 г.р.; в дальнейшем инженер-подполковник;
- Леонид 1917 г.р.; в дальнейшем красноармеец;
- Павел 30.10.1918 г.р.; в дальнейшем инженер и руководитель предприятия;
- Александр 15.01.1923 г.р.; в дальнейшем инженер-полковник;
- Лидия 05.04.1924 г.р.

Дети Пландиных учились в школе № 1 Козьмодемьянска, а затем в высших учебных заведениях.

## Творчество
Картины:
- «Октябрьский съезд» (1943 год),
- «Портрет колхозника» (1943 год)
- «Портрет колхозного почтовика» (1946 год),
- «Коллективный портрет горномарийских писателей» (1948 год),
- «В транзит» (1950 год),
- «Массовое гуляние» (1957 год),
- «Портрет знатной доярки республики С. Фирсовой» (1959 год).

Около 270 картин хранится и в фондах Национального музея им Т. Евсеева в Йошкар-Оле, они были подарены музею самим автором.
Его работы выставлены и хранятся в музее, которому Пландин И.М. посвятил много лет своей жизни Художественно-исторический музей имени А. В. Григорьева.